# ديك لانج
ديك لانج (بالإنجليزية: Dick Lange)‏ هو لاعب كرة قاعدة أمريكي، ولد في 1 سبتمبر 1948 في هاربور بيتش في الولايات المتحدة.

## وصلات خارجية
- ديك لانج على موقعبيزبول رفرنس.كوم (الدوري الرئيسي) (الإنجليزية)